# Treinta y Tres (ville)
Pour les articles homonymes, voir Treinta y Tres (homonymie).
Treinta y Tres est une ville de l'Uruguay et la capitale du département de Treinta y Tres. Elle est située à 246 km au nord-est de Montevideo. Sa population s'élevait à 25 711 habitants en 2004.

## Histoire
Le nom de la ville se réfère aux Treinta y Tres Orientales, qui commencèrent la lutte pour l'indépendance le 19 avril 1825.

## Population
Sa population urbaine est de 25 711 habitants
| Année | Population |
| ----- | ---------- |
| 1963  | 22 557     |
| 1975  | 23 448     |
| 1985  | 25 116     |
| 1996  | 26 390     |
| 2004  | 25 711     |

Référence,.

## Économie
La principale ressource du département étant le riz, qui est cultivé dans la lagune Merín, les entreprises de la ville sont actives dans ce secteur.

## Personnalités
- Víctor Hugo Diogo, joueur de football international.
- Luis Hierro Gambardella, écrivain et homme politique.
- Arsenio Luzardo, joueur de football international.
- José Sasía, ancien joueur de football et entraîneur international.
- Darío Silva (°1972), joueur de football international.